# Pokryváč
Pokryváč é um município da Eslováquia, situado no distrito de Dolný Kubín, na região de Žilina. Tem 3,9 km² de área e sua população em 2018 foi estimada em 164 habitantes.

## Demografia
| Ano:        | 1994 | 2004   | 2014   | 2024   |
| ----------- | ---- | ------ | ------ | ------ |
| Broj ljudi: | 176  | 187    | 174    | 185    |
| Razlika:    |      | +6,25% | -6,95% | +6,32% |

| Ano:               | 2023 | 2024   |
| ------------------ | ---- | ------ |
| Número de pessoas: | 183  | 185    |
| Diferença:         |      | +1,09% |